# Tmavohnědá kopie
Tmavohnědá kopie (v anglickém originále Carbon Copy) je britsko-americká filmová komedie z roku 1981. Režisérem filmu je Michael Schultz. Hlavní role ve filmu ztvárnili George Segal, Susan Saint James, Jack Warden, Dick Martin a Denzel Washington.

## Obsazení
| George Segal      | Walter Whitney   |
| Susan Saint James | Vivian Whitney   |
| Jack Warden       | Nelson Longhurst |
| Dick Martin       | Victor Bard      |
| Denzel Washington | Roger Porter     |
| Paul Winfield     | Bob Garvey       |
| Macon McCalman    | Tubby Wederholt  |
| Vicky Dawson      | Mary Ann         |